# Carlos Beltrán
Carlos Iván Beltrán (* 24. April 1977 in Manatí, Puerto Rico) ist ein ehemaliger Baseballspieler in der Major League Baseball. Er spielte auf der Position des Outfielders. Sein Major League Debüt gab er am 14. September 1998 im Trikot der Kansas City Royals, bei denen er bis 2003 spielte, nachdem er von diesem Club 1995 in der 2. Runde gedraftet wurde.
Am 26. Juli 2011 wurde Beltran zu den San Francisco Giants getradet. Im Gegenzug bekamen die New York Mets den Minor League Pitcher Zack Wheeler.
In Spiel 2 der Play-offs gegen die Washington Nationals gelangen Beltrán zwei Home Runs. Dies war bereits sein drittes Postseason-Spiel mit mehr als einem Home Run. Die anderen beiden gelangen jeweils 1-mal für die New York Mets und die Houston Astros. Damit ist er der dritte Spieler, der diese Marke erreichte. 4-mal gelang Babe Ruth das Kunststück (alle in der World Series für die New York Yankees) und Manny Ramirez (zwei für die Cleveland Indians und einen für die Boston Red Sox).
Am 19. Dezember 2013 unterschrieb Beltran einen 45 Millionen Dollar Vertrag über 3 Jahre bei den New York Yankees.